# NGC 4593
NGC 4593 is een balkspiraalstelsel in het sterrenbeeld Maagd. Het hemelobject werd op 17 april 1784 ontdekt door de Duits-Britse astronoom William Herschel.

## Synoniemen
- MCG -1-32-32
- MK 1330
- IRAS 12370-0504
- PGC 42375